# Карл Теодор Драјер
Карл Теодор Драјер (дан. Carl Theodor Dreyer Nilsson; Копенхаген, 3. фебруар 1889 — 20. март 1968), био је дански филмски режисер и сценариста. Сматра се за најважнијег редитеља данске кинематографије и једног од највећих светских редитеља.

## Биографија
Драјер је рођен као ванбрачно дете служавке Џозефине Нилсон која је била запослена на имању његовог оца Јенса Кристијана Торпа, који је већ био у браку. Отац даје Драјера на усвајање, тако да две године проводи у разним сиротиштима, док га не усваја типограф Карл Теодор Драјер, по коме носи име. Одрастање му је обележила хладноћа у односима. Са 16 година напушта породичну кућу.
Бавио се неколико година новинарством. Први посао у филмској индустрији био му је писање међунатписа а касније и сценарија за неме филмове. Рани филмови му нису били успешни. Позван да дође и режира у Француској одлази и тамо снима свој најпознатији филм − Страдање Јованке Орлеанке, који је значајно утицао на стварање Ингмара Бергмана и који се и данас сматра класиком. Превазилазећи ограничења немог филма, градио је језик заснован на упорној сукцесији гро планова Јованке и њених судија. Други филм снимљен у Француској, Вампир (1932) био је комерцијални неуспех. Прекинута каријера му се наставља 1943. године са филмовима Дан гнева, Реч (1955), и Гертруда (1964).
Режирао је филмове и у Немачкој, Шведској, Данској и Норвешкој.
За своја филмска остварења тешко је налазио продуценте и финансијере. Водећи продуцентски сматрали су га ризичним за сарадњу јер његови филмови нису увек били профитабилни.
Његов рад обједињује дубину духовног са формалном елеганцијом једног строгог, огољеног стила, понекад блиског експресионизму.
Свој највећи пројекат, реалистични филм о животу Христоса није успео да реализује. Умире у 79. години од упале плућа у Копенхагену.

## Каријера

### Рани радови
Као младић, Драјер је радио као новинар, али се на крају придружио филмској индустрији као писац насловних картица за неме филмове, а потом и сценарије. Првобитно га је ангажовао Нордиск филм 1913. године.
Његови први покушаји филмске режије имали су ограничен успех и напустио је Данску да би радио у француској филмској индустрији. Док је живео у Француској упознао је Жана Коктоа, Жана Уга и друге припаднике француске уметничке сцене.
Године 1928, снимио је свој први класични филм, Страдање Јованке Орлеанке. Радећи на основу транскрипта суђења Јованки Орлеанки, створио је ремек-дело емоција које се подједнако ослањало на реализам и експресионизам. Пошто је данска филмска индустрија била у финансијској пропасти, Драјер је зависио од приватног финансирања барона Николаса де Гунзбурга да би снимио свој следећи филм, Вампир (1932), надреалну медитацију о страху. Логика је уступила место расположењу и атмосфери у овој причи о човеку који штити две сестре од вампира. Оба филма су пропала на благајнама, а Драјер није снимио још један филм до Другог светског рата.

### Каснија каријера
До 1943, Данска је била под нацистичком окупацијом, а Драјеров филм Дан гнева имао је за своју тему параноју око лова на вештице у седамнаестом веку у изразито теократској култури. Овим радом Драјер је успоставио стил који ће обележити његове звучне филмове: пажљиве композиције, оштра монохромна кинематографија и веома дуги кадрови.
Драјер је снимио два документарна филма у више од једне деценије пре свог следећег дугометражног играног филма, 1955. године, Ordet (Реч), засновано на истоименој драми Каја Манка. Филм комбинује љубавну причу са сукобом вере.
Последњи Драјеров филм био је Гертруда из 1964. Иако га неки виде као мањи филм од својих претходника, он је сасвим близак Драјеровој каријери, јер се бави женом која, кроз невоље свог живота, никада не изражава жаљење због својих избора. Дејвид Томсон каже да га „очекује поновно откривање као Драјеров најбољи филм и оправдање његовог метода.“ Томсон цитира Драјера:
Оно што ме занима — а ово долази пре технике — јесте да репродукујем осећања ликова у мојим филмовима... Важно је... не само да ухватим речи које изговарају, већ и мисли које стоје иза речи. Оно што тражим у својим филмовима, оно што желим да добијем је продор у дубоке мисли мојих глумаца помоћу њихових најсуптилнијих израза...који леже у дубини њихове душе. То ме занима пре свега, а не техника биоскопа. Гертруд је филм који сам снимио свим срцем.
Велики, никад завршени пројекат Драјерове каријере био је филм о Исусу. Иако је рукопис написан (објављен 1968. године), нестабилни економски услови и Драјеров сопствени перфекционизам оставили су пројекат неразвијеним након његове смрти.

## Филмографија
Поред осам краткометражних филмова Драјер је режирао следеће дугометражне филмове:
- Председник (1919)
- Свештеникова удовица (1920)
- Листови из Сотонинe књиге (1921)
- У давна времена (1922)
- Волимо једни друге (1922)
- Мајкл (1924)
- Господар куће (1925)
- Невеста из Гломдала (1925)
- Страдање Јованке Орлеанке (1928)[12]
- Вампир (1932)
- Дан гнева (1943)
- Реч (1955)[13][14][15][16]
- Гертруда (1964)[17][18]

### Кратки филмови
- Добре мајке (Mødrehjælpen, 12 min, 1942)
- Вода од земље (Vandet på landet, 1946)
- Борба против рака (Kampen mod kræften, 15 min, 1947)
- Данска сеоска црква (Landsbykirken, 14 min, 1947)
- Они су узватили вилу (De nåede færgen, 11 min, 1948)
- Торвалдсен (10 min, 1949)
- Сторстремски мост (Storstrømsbroen, 7 min, 1950)
- Дворац унутар дворца (Et Slot i et slot, 1955)